# Knickebein
Knickebein – niemiecki system naprowadzania samolotów za pomocą fal radiowych używany przez Luftwaffe podczas nocnych bombardowań Wielkiej Brytanii w początkowym okresie II wojny światowej. Słowo „Knickebein” w języku niemieckim znaczy „wykrzywiona noga” i jest imieniem baśniowego kruka.

## Opis systemu
„Knickebein” wywodził się z systemu lądowania bez widoczności Lorenza, opracowanego w Niemczech w latach 30. XX w. System Lorenza miał zasięg tylko ok. 48 km, co było wystarczające dla potrzeb lądowania lecz niewystarczające do celów długodystansowej nawigacji. Oba systemy łączyło również to, że odbiorniki służące do lądowania bez widoczności ziemi (Lorenz EBL-2) umożliwiały jednocześnie naprowadzanie bombowców na cel.
Sercem systemu „Knickebein” były dwa nadajniki emitujące sygnały  alfabetu Morse’a (kropki i kreski) na falach UKF na częstotliwości ok. 30 MHz (zwykle 30 lub 31,5 MHz). Samolot podążał zgodnie z sygnałem jednego z nadajników, który ustawiony był na określony cel. Jeżeli samolot podążał właściwym kursem pilot słyszał w słuchawkach sygnał ciągły. Szerokość tego sygnału wynosiła około 365 m. Zboczenie z kursu objawiało się zwiększonym natężeniem kresek lub kropek. Nad celem wiązka sygnału według którego leciał bombowiec krzyżowała się z sygnałem drugiego nadajnika, co było sygnalizowane za pomocą innego odbiornika. Było to sygnałem do zrzucenia bomb. 

## Zastosowanie
„Knickebein” używany był przez Luftwaffe podczas nocnych lotach nad terenami Wielkiej Brytanii od początku wojny. Pierwszą parę instalacji nadawczych o wysokości ok. 30 m zbudowano na terenie Niemiec w Kleve i Bredstedt. Po opanowaniu Francji przez wojska niemieckie w roku 1940 powstały nowocześniejsze i mniejsze instalacje na półwyspie Hague. Od czasu, gdy Brytyjczycy zaczęli zakłócać niemieckie sygnały jego skuteczność znacznie zmalała. Korzystano wtedy z niego do ustalania kursu po starcie, później zaś stosując tradycyjne metody nawigacji. „Knickebein” wykorzystywano do września 1940 r. Zastąpił go system określany kryptonimem „X-Gerät”.

## Przeciwdziałanie
„Knickebein” został dosyć szybko rozpoznany przez brytyjski wywiad (głównie dzięki zeznaniom jeńców i oględzinom zestrzelonych samolotów),  co pozwoliło opracować urządzenia zakłócające jego sygnały. Dokonała tego specjalnie w tym celu powołana jednostka - Skrzydło 80. Pierwsze urządzenia zakłócające były zmodyfikowanymi aparatami do diatermii wykorzystywanymi w szpitalach do zabiegów leczniczych. Przerobiono je na 150-watowe nadajniki i rozmieszczono na brytyjskim terytorium. Nadajniki te emitowały szumy na wykorzystywanych przez Niemców częstotliwościach. Skuteczne okazały się dopiero następne urządzenia zakłócające nazwane „Aspiryne” (Aspiryna). Miały one większą moc i emitowały nie szumy, ale kreski alfabetu Morse’a, które nakładały się na sygnał nadajników niemieckim i nie pozwalały pilotom bombowców na prawidłowe określenie kursu. Część tych urządzeń została rozmieszczona na wzniesieniach, niektóre były mobilne. Funkcjonowało ich około 28.
Brytyjczycy opracowali jeszcze jeden sposób walki z tym systemem. Polegał on na retransmisji sygnału niemieckiego nadajnika z terenu Wielkiej Brytanii. Tworzona była w ten sposób fałszywa wiązka, której charakterystyki były identyczne z oryginalnymi. Metoda ta jednak nie była zastosowana, mimo że przygotowywano jej użycie.